# Cidnopus obienesis
Cidnopus obienesis is een keversoort uit de familie kniptorren (Elateridae). De wetenschappelijke naam van de soort is voor het eerst geldig gepubliceerd in 1966 door Cherepanov.